# 伏見地下街

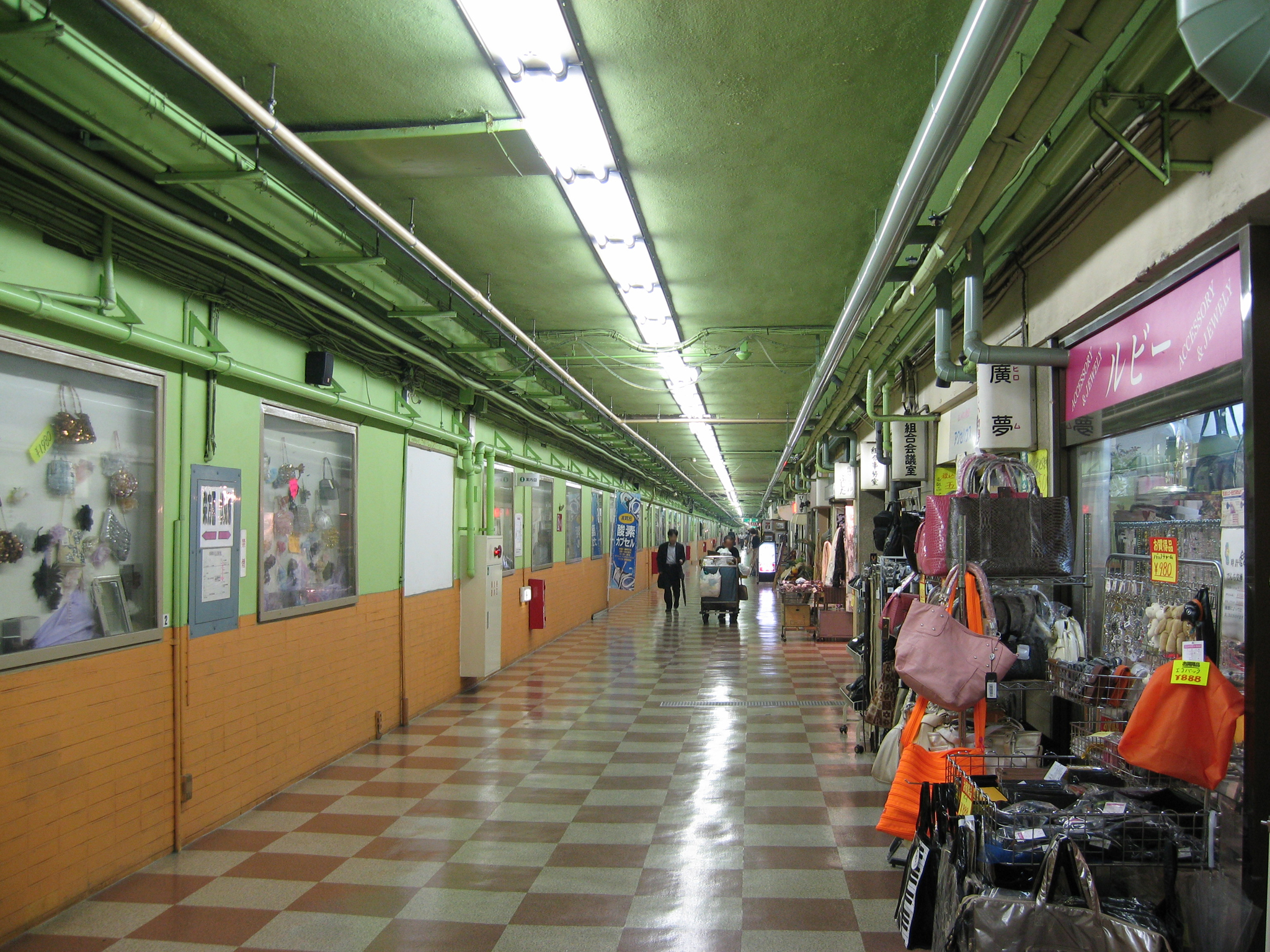
地下街最東端、錦通長者町交差点地下付近から見た伏見地下街。画像左側の壁の向こう側には地下鉄東山線の線路が通っている。（2009年7月）

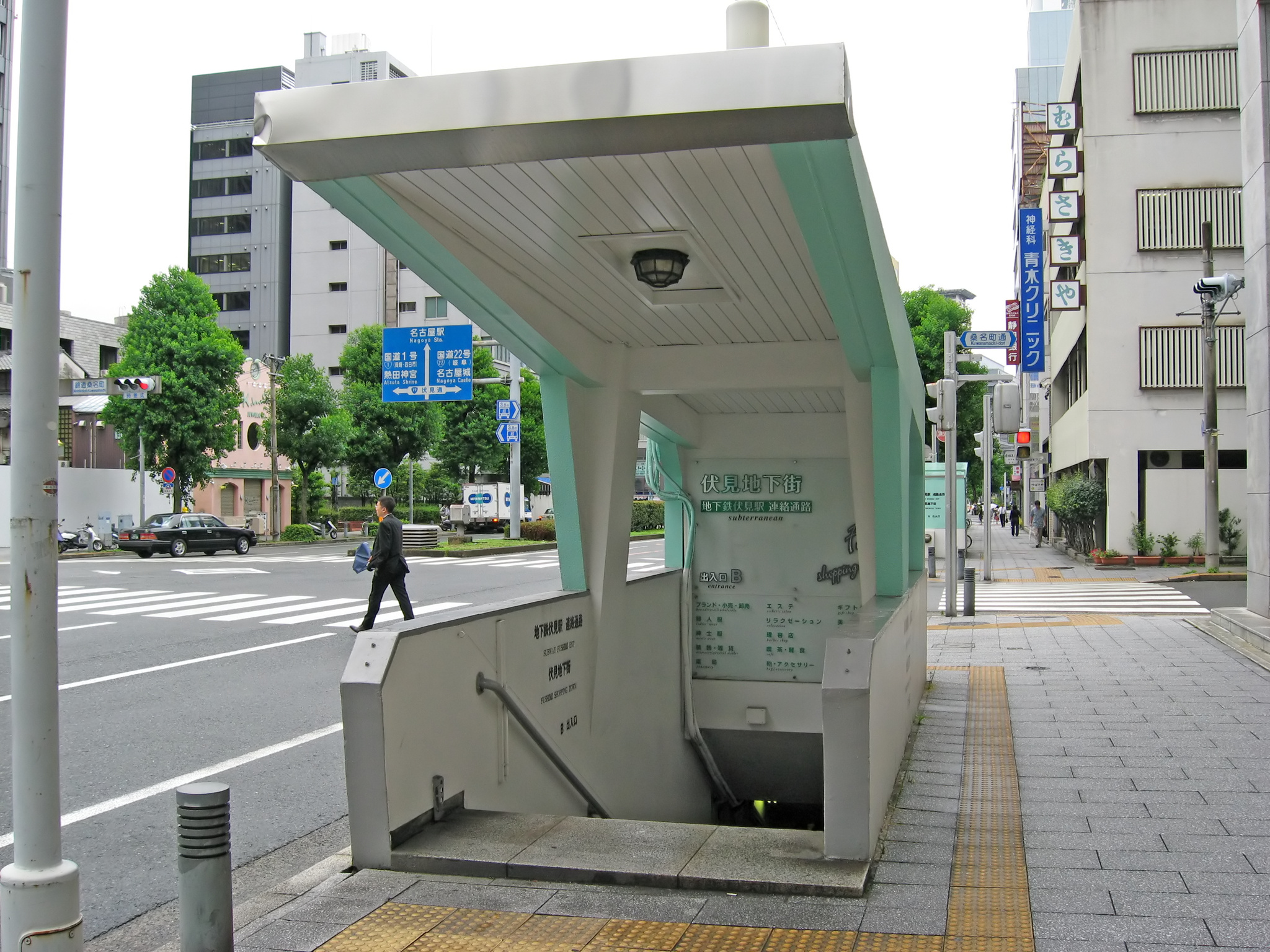
伏見地下街出入口B。錦通桑名町交差点付近の錦通路上にある。（2009年7月）

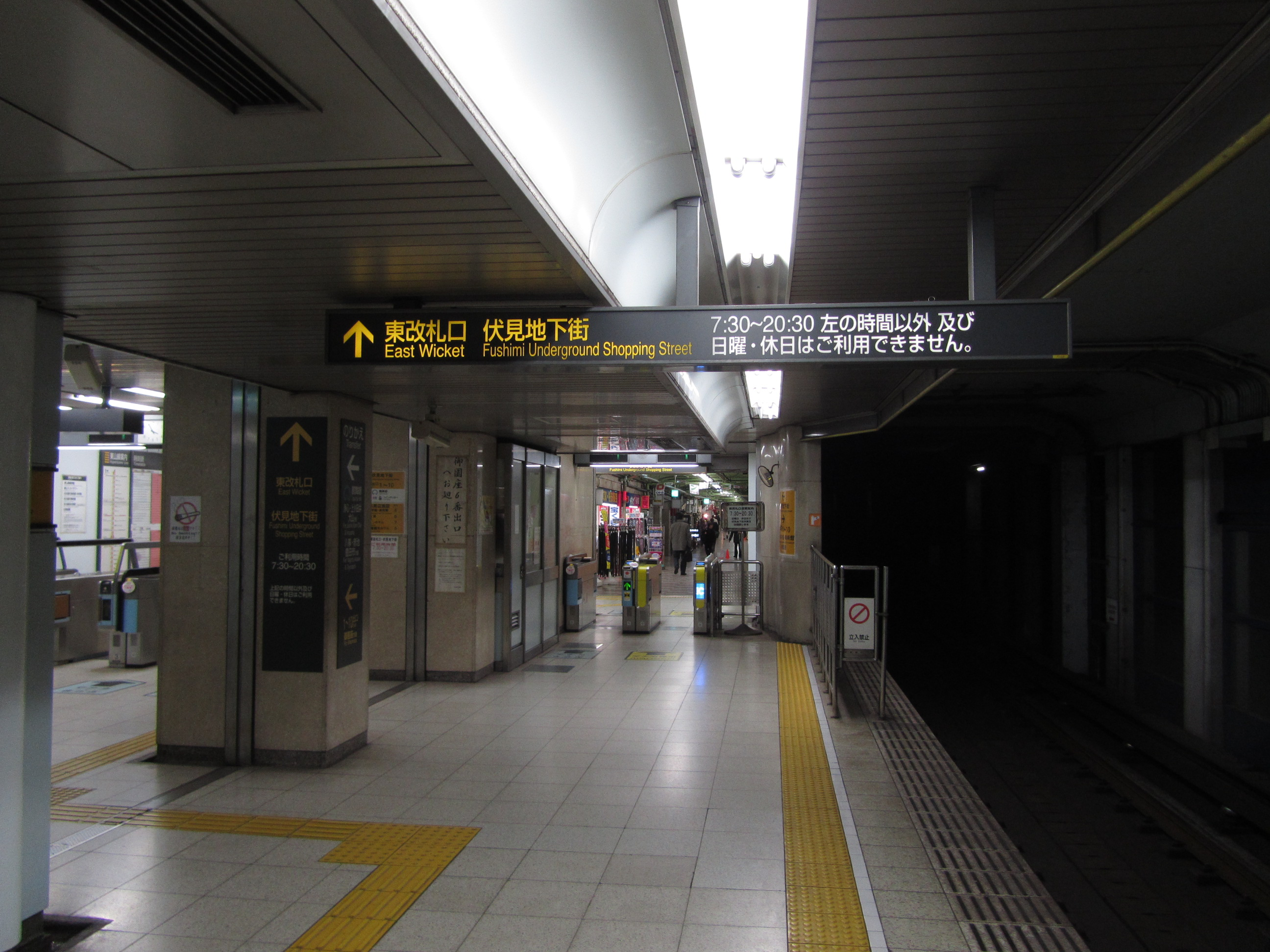
伏見駅東改札口（2012年2月）

伏見地下街（ふしみちかがい）は、愛知県名古屋市中区にある地下街である。長者町地下街とも呼ばれる。
名古屋市内で最も古い地下街であるサンロードと同じ1957年に開業し、2021年現在も開業当時の雰囲気を色濃く残している。

## 概要
伏見地下街はサンロードの開業（1957年3月18日）から約8ヶ月後、地下鉄伏見駅開業の翌日である1957年（昭和32年）11月16日に開業した。地下鉄東山線の線路に沿う形で地下鉄路線と同時進行で地下街が建設されており、店舗は地下街通路の片側にしかない。東山線と伏見地下街は錦通の地下に所在している。
地下街の全長は約240m、西端は伏見駅の東改札口と直結しており、東端は錦通と長者町通が交差する錦通長者町交差点地下である。伏見駅東改札口を除く出入口はAからEまでの計5ヶ所がある。地下街の壁や天井は黄緑色と橙色の2色で塗られており、配管などがむき出しになっている。エレベーターは存在しない。
2016年3月現在の地下街の営業時間（通行可能時間）は平日・土曜の7時30分から23時00分（JST）で、日曜日や祝日などの休日は通行できない（ただし休日でも不定期に営業する場合があり、そのときだけは通行できる）。地下鉄伏見駅東改札口の利用時間も伏見地下街の営業時間と連動しており、地下街閉鎖時間帯は東改札口も閉じられる。
地下鉄伏見駅の東側には長者町繊維街という問屋街があり、伏見地下街は伏見駅と長者町繊維街とを結ぶ地下繊維問屋街として建設された。そのため開業当初は地下街の多くの店が衣料品店だったが、国内の繊維産業衰退に伴い伏見地下街も衰退した。しかし2013年のあいちトリエンナーレで地下街がアートに活用されて以降、それまで閉鎖されていた日曜日にワインフェスタなどが開催されるようになり、飲食店が増加した。現在でも繊維関連の店舗は存在しているが、現在は専ら昼から酒類を提供する立ち呑み飲食店が軒を連ね、名古屋のディープスポットとして話題となっている。

## 歴史
- 1956年（昭和31年）8月28日 - 起工
- 1957年（昭和32年）
  - 11月15日 - 竣工落成式開催
  - 11月16日 - 開店[8]
- 1999年（平成11年）3月1日 - 伏見地下街に改称[8]。
- 2007年（平成19年）11月15日 - 閉門時間を19時から20時30分に延長
- 2015年（平成27年） - 閉門時間を20時30分から23時に延長

## テナント

### ドリーム
脳卒中による障害者を店員として雇用する喫茶店。

### 長者町raBBit
長者町raBBit（ちょうじゃまちラビット）は、2018年（平成30年）5月1日、ミーティングルームとして使用されていた地下街内テナントスペースを改造し、名古屋唯一のお笑い専門劇場として開業した。最大収容人数は25人。発案者でもある森下ゆうじが代表を務め、自己資金やクラウドファンディングを活用した300万円を元手に運営を始めたという。森下はお笑い芸人出身の放送作家であり、2005年（平成17年）栄3丁目劇場の閉鎖により名古屋で活動するお笑い芸人が毎日客前に立つ環境を持てていないことから、自身でその環境を作り、芸人を育てたいという思いがあったという。そのため、基本的には地元の芸人が出演者の中心ではあるが、東京・大阪を活動拠点とする芸人による公演も行われる。
伏見地下街は前述の通り、日曜日・祝日は閉鎖されるが、営業日については毎日2、3公演を実施する。通常のライブは1ドリンク600円で観覧することができるが、地下街の通路から覗くことも可能であるとしている。

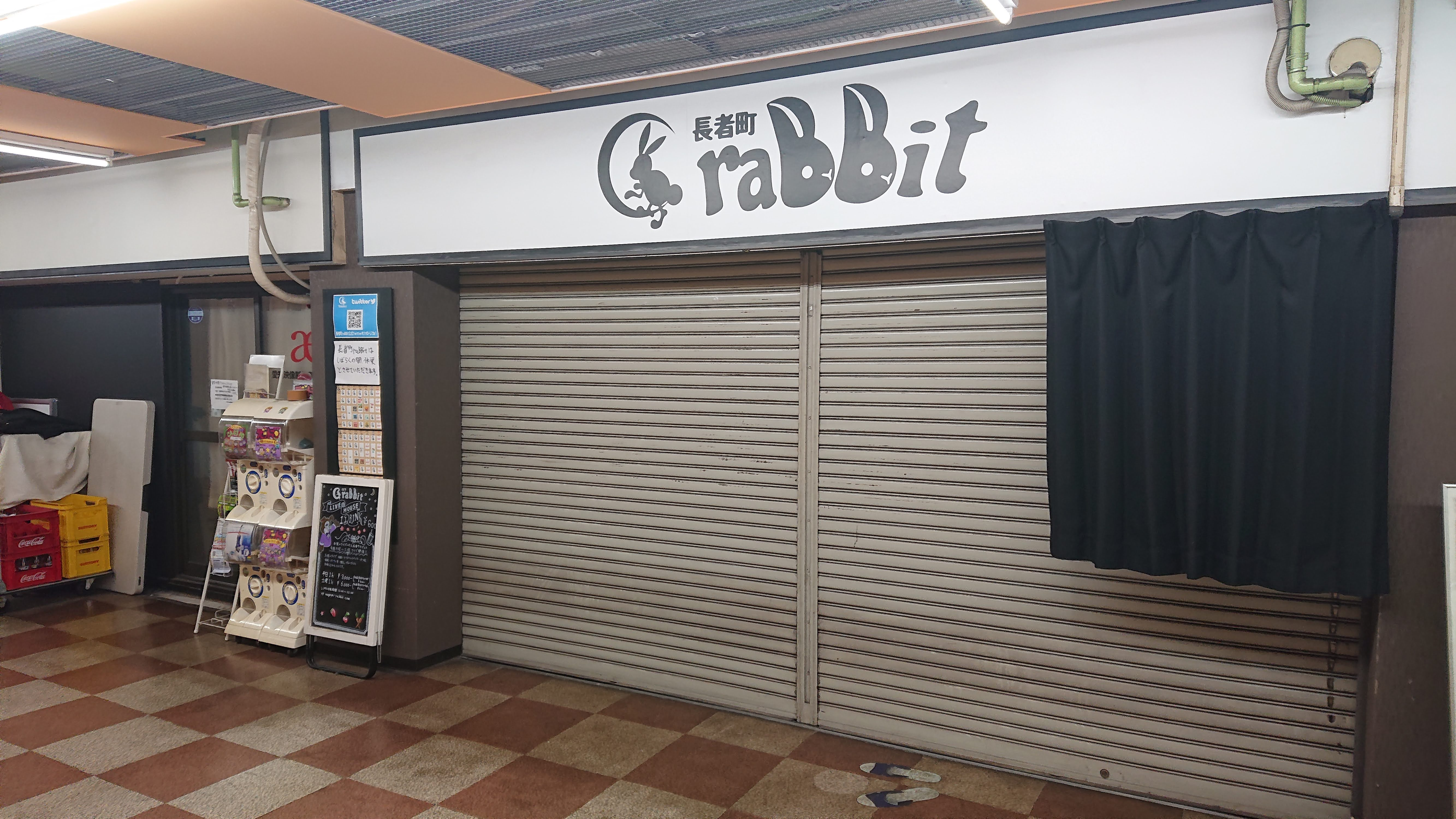
長者町raBBit

## イベント
- 伏見地下街イラストリート

2021年（令和3年）2月1日から3月31日まで実施。地下街の壁面にあるショーウィンドウに愛知県内の7人の作家の作品50点余を展示した。

## アクセス
- 名古屋市営地下鉄東山線・鶴舞線 伏見駅東改札口と直結（東山線藤が丘方面ホームの先頭車両前方）